# ۲۴-اتیل کوپروستانول
۲۴-اتیل کوپروستانول (به انگلیسی: 24-Ethyl coprostanol) با فرمول شیمیایی C۲۹H۵۲O یک ترکیب شیمیایی است. که جرم مولی آن ۴۱۶٫۷۲ g/mol می‌باشد. 